# Marani (Gruzja)
Marani – wieś w Gruzji, w regionie Megrelia-Górna Swanetia, w gminie Abasza. W 2014 roku liczyła 1153 mieszkańców.